# Die Fledermaus

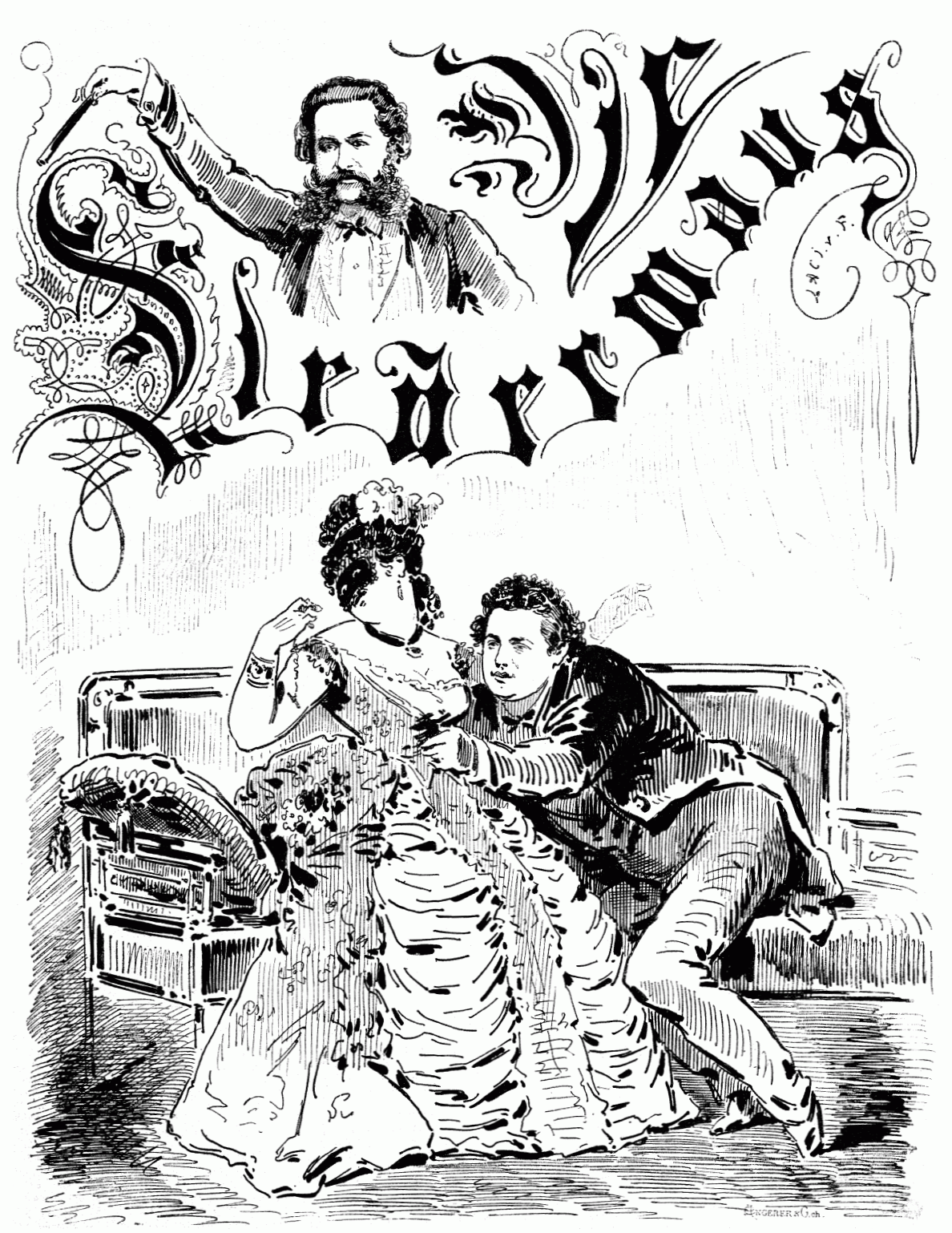

Die Fledermaus (tiếng Việt: Con dơi) là vở operetta nổi tiếng nhất của nhà soạn nhạc người Áo Johann Strauss II. Ông viết tác phẩm này vào năm 1874.. Tác phẩm này thực sự là đỉnh cao trong sự nghiệp sáng tác operetta của nhà soạn nhạc người Áo. Khác với người đồng nghiệp Jacques Offenbach, người đem hơi thở bình dân cho các vở operetta của mình, Johann Strauss II đã đem sự uyển chuyển của những khúc waltz vốn là sở trường của ông nói riêng và Triều đại waltz Strauss nổi tiếng nói chung. Chúng ta có thể thấy rõ nhất điều đó ở phần overture, tức khúc dạo đầu, của tác phẩm. Hiển hiện rõ ràng các khúc waltz, lúc vui vẻ, tươi mới, lúc suy tư trầm lắng. Phần giữa của overture vừa gợi lại chủ đề đã có ở phần ban đầu, vừa tạo ra một chủ đề khác cho phần cuối. Với tác phẩm này, cùng với Franz von Suppé, Johann Strauss II đã giúp cho nước Áo tiếp nhận một thể loại nhạc kịch hoàn toàn mới vào lúc ấy, một thể loại mới chỉ xuất hiện vào thế kỷ XIX, chậm hơn opera những 3 thế kỷ, và có xuất phát điểm là nước Pháp.
Phần mở đầu (overture) của bản operetta này được sử dụng trong Hoạt hình Tom and Jerry (tập The Hollywood Bowl).